# Chrominae
Chrominae é uma subfamília de donzelas da família Pomacentridae. Podendo ser encontrado no Indo-Pacífico e no Oceano Atlântico. Comumente os peixes desta subfamília são encontrados no comércio de aquários.

## Gêneros
- Azurina D.S. Jordan & McGregor, 1898
- Chromis Cuvier, 1814
- Dascyllus Cuvier, 1829
- Pycnochromis Fowler, 1941